# غلينديل (أوهايو)
غلينديل، أوهايو

غلينديل (بالإنجليزية: Glendale)‏ هي مدينة أمريكية تقع في ولاية أوهايو. تبلغ مساحة هذه المدينة 4.3 (كم²)،ويبلغ عدد سكانها 2188 نسمة حسب إحصاء سنة 2010 م 2188.تشير إحصاءات سنة 2000م بأن الكثافة السكانية في هذه المدينة تقدر بـ(506.9) نسمة/كم2 

## التركيبة السكانية
قام مكتب تعداد الولايات المتحدة بتحديد بيانات التركيبة السكانية لغلينديل في تعداد الولايات المتحدة. في ما يلي، التركيبة السكانية حسب تعدادي 2000 و2010.

### تعداد عام 2000
بلغ عدد سكان غلينديل 2,188 نسمة بحسب تعداد عام 2000، وبلغ عدد الأسر 942 أسرة وعدد العائلات 649 عائلة مقيمة في القرية. في حين سجلت الكثافة السكانية 1,312.9 نسمة لكل ميل مربع (506.9/كم2). وبلغ عدد الوحدات السكنية 1,000 وحدة بمتوسط كثافة قدره 600.1 نسمة لكل ميل مربع (231.7/كم2).
وتوزع التركيب العرقي للقرية بنسبة 82.82% من البيض و 0.14% من الأمريكيين الأصليين و 0.69% من الأمريكيين ذوي الأصول الآسيوية و 14.17% من الأمريكيين الأفارقة و 1.97% من عرقين مختلطين أو أكثر.
بلغ عدد الأسر 942 أسرة كانت نسبة 24.2% منها لديها أطفال تحت سن الثامنة عشر تعيش معهم، وبلغت نسبة الأزواج القاطنين مع بعضهم البعض 58.0% من أصل المجموع الكلي للأسر، ونسبة 8.3% من الأسر كان لديها معيلات من الإناث دون وجود شريك، وكانت نسبة 31.0% من غير العائلات. تألفت نسبة 27.1% من أصل جميع الأسر من أفراد ونسبة 10.2% كانوا يعيش معهم شخص وحيد يبلغ من العمر 65 عاماً فما فوق. وبلغ متوسط حجم الأسرة المعيشية 2.79، أما متوسط حجم العائلات فبلغ 2.30.
بلغ العمر الوسطي للسكان 45 عاماً. وكانت نسبة 19.6% من القاطنين تحت سن الثامنة عشر، وكانت نسبة 5.6% بين الثامنة عشر والأربعة وعشرون عاماً، ونسبة 24.6% كانت واقعةً في الفئة العمرية ما بين الخامسة والعشرون حتى والأربعة وأربعون عاماً، ونسبة 32.4% كانت ما بين الخامسة والأربعون حتى الرابعة والستون، ونسبة 17.8% كانت ضمن فئة الخامسة والستون عاماً فما فوق. يوجد لكل 100 أنثى 95.0 ذكر، ويوجد لكل 100 أنثى في الثامنة عشر من عمرها فما فوق 90.2 ذكر.
بلغ متوسط دخل الأسرة في القرية 75,113 دولار، أما متوسط دخل العائلة فبلغ 84,341 دولار. وكان متوسط دخل الذكور 57,361 دولار مقابل 45,556 دولار للإناث. وسجل دخل الفرد الخاص بالقرية 40,787 دولار. وكانت نسبة 0.8% من العائلات ونسبة 2.1% من السكان تحت خط الفقر، وكان من هؤلاء نسبة 1.4% تحت سن الثامنة عشر ونسبة 4.7% في الخامسة والستين من العمر وما فوق.

### تعداد عام 2010
بلغ عدد سكان غلينديل 2,155 نسمة بحسب تعداد عام 2010، وبلغ عدد الأسر 969 أسرة وعدد العائلات 628 عائلة مقيمة في القرية. في حين سجلت الكثافة السكانية 1,275.1 نسمة لكل ميل مربع (492.3/كم2). وبلغ عدد الوحدات السكنية 1,057 وحدة بمتوسط كثافة قدره 625.4 لكل ميل مربع (241.5/كم2).
وتوزع التركيب العرقي للقرية بنسبة 81.4% من البيض و 1.5% من الأمريكيين ذوي الأصول الآسيوية و 15.4% من الأمريكيين الأفارقة و 1.3% من عرقين مختلطين أو أكثر.
بلغ عدد الأسر 969 أسرة كانت نسبة 23.9% منها لديها أطفال تحت سن الثامنة عشر تعيش معهم، وبلغت نسبة الأزواج القاطنين مع بعضهم البعض 55.0% من أصل المجموع الكلي للأسر، ونسبة 7.3% من الأسر كان لديها معيلات من الإناث دون وجود شريك، بينما كانت نسبة 2.5% من الأسر لديها معيلون من الذكور دون وجود شريكة وكانت نسبة 35.2% من غير العائلات. تألفت نسبة 30.7% من أصل جميع الأسر من أفراد ونسبة 11.3% كانوا يعيش معهم شخص وحيد يبلغ من العمر 65 عاماً فما فوق. وبلغ متوسط حجم الأسرة المعيشية 2.75، أما متوسط حجم العائلات فبلغ 2.20.
بلغ العمر الوسطي للسكان 49.6 عاماً. وكانت نسبة 19.6% من القاطنين تحت سن الثامنة عشر، وكانت نسبة 3.5% بين الثامنة عشر والأربعة وعشرون عاماً، ونسبة 18.8% كانت واقعةً في الفئة العمرية ما بين الخامسة والعشرون حتى والأربعة وأربعون عاماً، ونسبة 38.1% كانت ما بين الخامسة والأربعون حتى الرابعة والستون، ونسبة 20.1% كانت ضمن فئة الخامسة والستون عاماً فما فوق. وتوزع التركيب الجنسي للسكان بنسبة 48.4% ذكور و51.6% إناث.